# Casa consistorial de Guadalajara
La casa consistorial de Guadalajara es el edificio sede del Ayuntamiento de Guadalajara, España.

## Historia y características
Sito en la plaza mayor de la ciudad ya desde el siglo xvi, el edificio del concejo de Guadalajara experimentó una renovación a finales de dicho siglo, así como, posteriormente, también en 1716.
La fábrica actual se remonta a 1907, cuando se finalizó la remodelación que Antonio Vázquez Figueroa proyectó tras el derribo del edificio previo a finales del siglo xix.
Responde a un estilo ecléctico e historicista.